# Hladké sedlo
Hladké sedlo (polsky Gładka Przełęcz, maďarsky Sima-hágó, německy Glatter Pass, 1994 m n. m.) je jedno z nejnižších sedel v hlavním hřebeni Vysokých Tater. Nachází se mezi Hladkým štítem a Valentkovou. Svahy od sedla spadají na polské straně do Doliny Pięciu Stawów Polskich a na slovenské do doliny Zadná Tichá (větev Tiché doliny). Sedlo bylo pro přechod hřebene využíváno zejména na přelomu 19. a 20. století. První letní (zaznamenané) překročení sedla uskutečnil v roce 1827 Albrecht von Sydow, zimní pak v roce 1910 Julia Zembatowa a Józef Lesiecki. V roce 1889 vybudovalo Towarzystvo Tatrzańskie cestu z Doliny Pięciu Stawów Polskich přes Hladké sedlo do Tiché doliny. Za 2. světové války byla využívána pašeráky a uprchlíky. V současné době je polská část stezky uzavřena. Značená cesta je pouze na slovenské straně.

## Přístup
- po červené  značce ze sedla Závory (15 min).

## Panorama

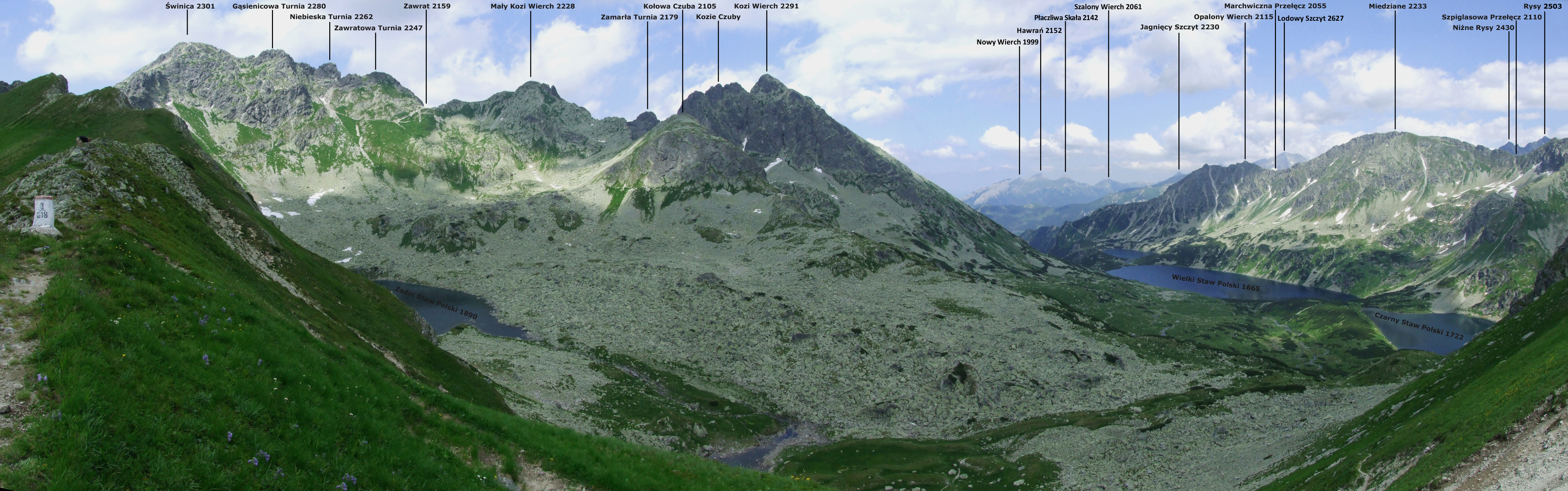
Panorama východním, severním a západním směrem z Hladkého sedla (polské popisky)